# 绿山瀑布 (科罗拉多州)
绿山瀑布（英語：Green Mountain Falls），是美国科罗拉多州埃尔帕索县下属的一座城市。建市于1880年8月19日，面积大约为1.069平方英里（2.768平方公里）。根据2010年美国人口普查，该市有人口640人。2011年估计该市有人口655人，相比2010年人口增长率为2.34%。同时，论人口该市是科罗拉多州第177大城市。